# Kim Cherry
Kim Cherry (kor. 김체리, * 29. Februar 2000) ist eine südkoreanische Tennisspielerin.

## Karriere
Kim Cherry spielt bislang vorrangig Turniere der ITF Women’s World Tennis Tour, wo sie bisher einen Titel im Doppel gewinnen konnte.

## Turniersiege

### Doppel
| Nr. | Datum           | Turnier  | Kategorie | Belag             | Partnerin | Finalgegnerinnen        | Ergebnis         |
| --- | --------------- | -------- | --------- | ----------------- | --------- | ----------------------- | ---------------- |
| 1.  | 16. August 2025 | Singapur | ITF W15   | Hartplatz (Halle) | Im Heerae | Yuka Hosoki Hikaru Satō | 2:6, 6:4, [10:1] |